# مارك روبسون (لاعب كرة قدم)
مارك روبسون (بالإنجليزية: Mark Robson)‏ (22 مايو 1969 في المملكة المتحدة - ) هو مدرب كرة قدم ولاعب كرة قدم بريطاني في مركز الوسط. لعب مع تشارلتون أثلتيك وتوتنهام هوتسبير ونادي إكزتر سيتي ونادي بليموث أرجايل ونادي روسنبورغ ونادي ريدنغ ونادي واتفورد وويكمب وندررز ونوتس كاونتي ووست هام يونايتد.

## وصلات خارجية
- مارك روبسون على موقع قاعدة بيانات كرة القدم.إي يو (الإنجليزية)
- مارك روبسون على موقع Soccerbase.com (لاعب) (الإنجليزية)
- مارك روبسون على موقع عالم كرة القدم.نت (الإنجليزية)